# Blanca Aurora (corbeta)
La Blanca Aurora va ser una corbeta de 250 tones, després aparellada com a fragata, construïda el 1848 pel mestre d'aixa lloretenc Agustí Pujol.
El seu primer capità i propietari, Silvestre Parés, en encarregar la construcció de la nau, va demanar que el mascaró de proa fos un retrat de la seva filla Maria Parés. En el seu historial va destacar la participació en els honors de les despulles del general Juan Galo de Lavalle, heroi de la independència argentina, celebrat al port de Buenos Aires el gener de 1861, així com l'intent d'abordatge que va patir l'11 d'abril de 1861 per un vaixell pirata que arborava bandera anglesa a prop de l'illa de Cuba. Segons les fonts, el capità Parés i la seva tripulació va repel·lir l'atac d'un pailebot de 200 tones formada per «bandadas de negros, mulatos y blancos». L'any 1862 el vaixell va ser venut a Jacint Boratau i va canviar el nom per Tres Hermanas. El 1882 fou venut al port de Rio de Janeiro i, abans de ser desballestat l'any següent, Parés va poder recuperar el mascaró de la corbeta. Anys més tard, aquesta escultura, feta de fusta policromada per Francesc Pascual i Granés, va entrar a formar part de la col·lecció del Museu Marítim de Barcelona, on ha esdevingut una de les peces més destacades i populars.